# Грапа

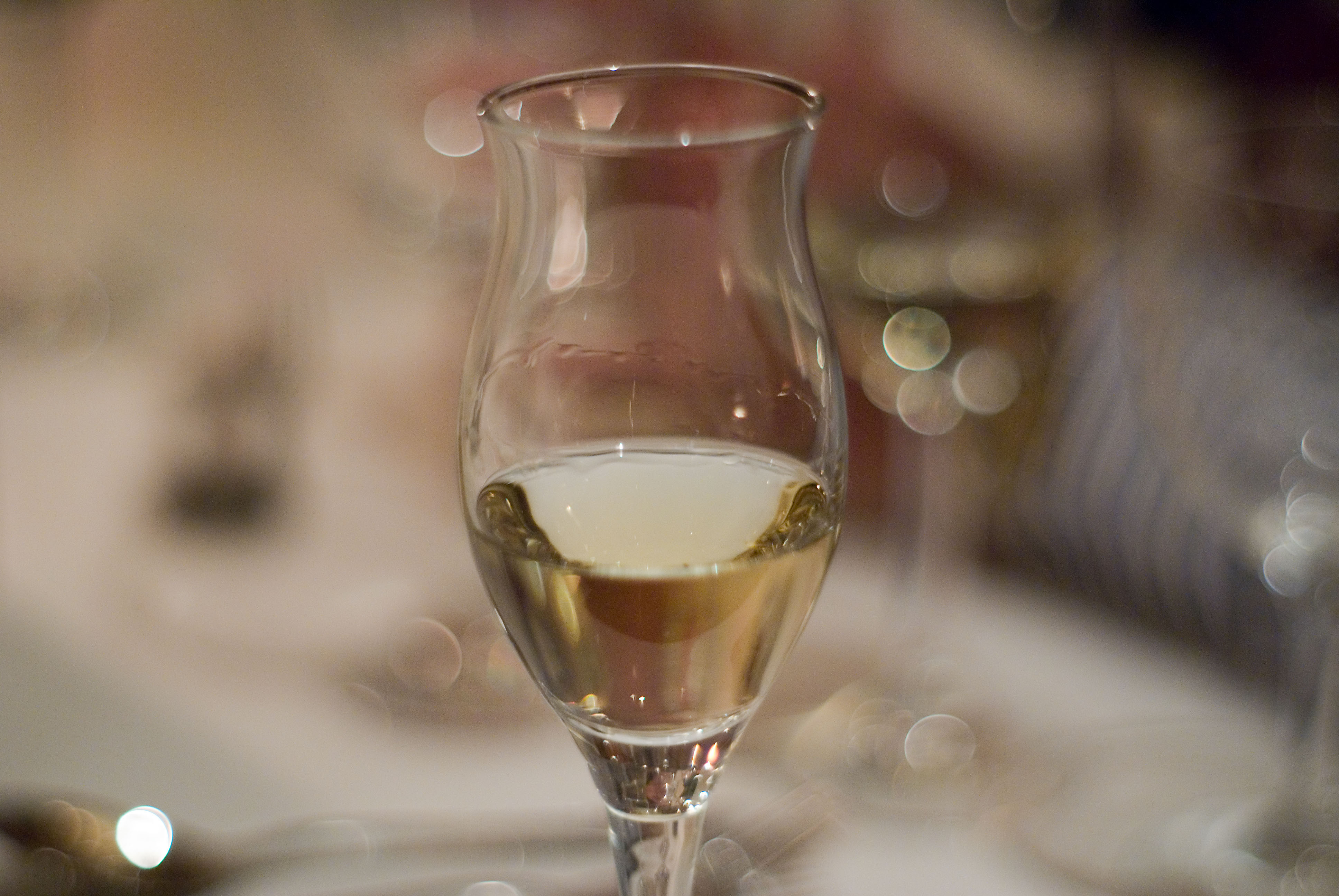

Грапа (італ. grappa) — італійський виноградний міцний спиртний напій, отриманий у результаті дистиляції продукту бродіння виноградних вичавок. Міцність грапи становить 35–60 %.

## Історія
Якщо французи виноградне вино використовували для виробництва бренді, то прагматичні італійці відправляли в перегінний куб не просто продукт виноградного бродіння, а виноградні вичавки, які вже перебродили. Попри те, що отриманий напій був маслянистий, з сивушним запахом і присмаком виноградної шкірки, він неабияк п'янив, обпікаючи при цьому стравохід і шлунок. Одночасно граппа швидко розтікалася приємним теплом по всьому тілу та зігрівала в холодну погоду.
Початково цей напій виготовляли в Бассано-дель-Граппа, звідки й назва. Тривалий час грапу називали «горілкою бідних». Споживання цього продукту швидко поширювалося серед місцевих селян. Поступово процес дистиляції напою суттєво вдосконалювали: виноградну горілку очищали від шкідливих домішок і сивушних масел, що надавало їй приємного смаку та ще більшої популярності серед різних верств італійського суспільства.
Стрімке визнання грапи почалося в 1860-х — 1870-х роках. У той час гастрономічна іпостась Італії була не тільки розпізнана, але дуже швидко стала модною і бажаною як у Європі, так і в Америці.
Захист Італією національного напою суттєво унеможливив намагання конкурентів виробляти грапу на власній «території», адже на цей напій замахнулися не лише європейські винороби, а й американці та навіть африканці. 29 травня 1989 року Європейський Союз своїм Указом гарантував Італії ексклюзивні права на найменування «грапа» та заборонив продаж на ринках Євросоюзу грапи, виробленої за її межами.